# Tywappity Township (comté de Mississippi, Missouri)
Pour les articles homonymes, voir Tywappity Township.
Tywappity Township est un township, situé dans le comté de Mississippi, dans le Missouri, aux États-Unis,.
Le township est baptisé, probablement en référence à un mot de la langue Chouanon.

### Source de la traduction
- (en) Cet article est partiellement ou en totalité issu de l’article de Wikipédia en anglais intitulé « Tywappity Township, Mississippi County, Missouri » (voir la liste des auteurs).